# 克拉克縣 (密西西比州)
克拉克縣（英語：Clarke County）是美國密西西比州東部的一個縣，東鄰亞拉巴馬州。面積1,796平方公里。根據美國2000年人口普查，共有人口17,955人。縣治奎特曼 (Quitman)。
成立於1833年12月23日。縣名紀念該州第一任衡平法院法官Joshua G. Clarke。